# Lepidochitona (Dendrochiton) flectens
Lepidochitona (Dendrochiton) flectens is een keverslakkensoort uit de familie van de Lepidochitonidae. De wetenschappelijke naam van de soort is voor het eerst geldig gepubliceerd in 1864 door Carpenter.